# Anna Schmidt
Anna Katarzyna Schmidt, poprzednio Schmidt-Rodziewicz (ur. 11 listopada 1978 w Jarosławiu) – polska polityk, działaczka partyjna i samorządowiec, posłanka na Sejm VIII, IX i X kadencji, w latach 2019–2020 sekretarz stanu w Kancelarii Prezesa Rady Ministrów i pełnomocnik prezesa Rady Ministrów do spraw dialogu międzynarodowego, od 2020 do 2023 pełnomocnik rządu ds. równego traktowania, w 2020 sekretarz stanu w Ministerstwie Rodziny, Pracy i Polityki Społecznej, w latach 2020–2023 sekretarz stanu w Ministerstwie Rodziny i Polityki Społecznej.

## Życiorys
Jest absolwentką Państwowej Szkoły Muzycznej w Jarosławiu. W 2003 ukończyła studia z zakresu socjologii na Wydziale Nauk Społecznych Katolickiego Uniwersytetu Lubelskiego. Pracowała jako nauczycielka języka angielskiego, a także urzędniczka w starostwie powiatowym i urzędzie miasta w Jarosławiu.
Zaangażowała się w działalność polityczną w ramach Prawa i Sprawiedliwości. W latach 2005–2007 zatrudniona w gabinecie politycznym w Kancelarii Prezesa Rady Ministrów, później została doradcą wiceprezesa tej partii, posła Adama Lipińskiego.
W 2011 bezskutecznie kandydowała do Sejmu w okręgu krośnieńskim. Wraz z grupą kilku innych młodych działaczek brała aktywny udział w kampanii wyborczej Prawa i Sprawiedliwości. Media grupę tę określiły mianem „aniołków Jarosława Kaczyńskiego”, mających w ich ocenie ocieplać wizerunek partii i jej prezesa.
W 2014 została wybrana na radną sejmiku podkarpackiego, obejmując funkcję wiceprzewodniczącej klubu radnych PiS oraz przewodniczącej Komisji Edukacji, Kultury i Kultury Fizycznej. W wyborach parlamentarnych w 2015 wystartowała ponownie do Sejmu w okręgu krośnieńskim. Uzyskała mandat posłanki VIII kadencji, otrzymując 16 134 głosy. 18 czerwca 2019 została powołana na stanowisko sekretarza stanu w Kancelarii Prezesa Rady Ministrów i pełnomocnika prezesa Rady Ministrów do spraw dialogu międzynarodowego.
W wyborach w 2019 z powodzeniem ubiegała się o poselską reelekcję, otrzymując 26 246 głosów. 5 marca 2020 została powołana na stanowiska sekretarza stanu w Ministerstwie Rodziny, Pracy i Polityki Społecznej oraz pełnomocnika rządu ds. równego traktowania. Od października 2020, po przekształceniach w strukturze rządu, sekretarz stanu w Ministerstwie Rodziny i Polityki Społecznej. W 2023 po raz trzeci z rzędu została wybrana do Sejmu, zdobywając 28 692 głosy. W grudniu tego samego roku zakończyła pełnienie funkcji w administracji rządowej.